# سیمیولینک
سیمیولینک (به انگلیسی: Simulink) یک ابزار شبیه‌سازی همراه با نرم‌افزار متلب است. موارد استفاده از سیمیولینک عمومی هستند و مانند بسیاری دیگر از نرم‌افزارهای شبیه‌سازی مهندسی، منحصر به کاربردهای خاصی نیست؛ که این مورد مزایا و معایب متفاوتی را برای سیمیولینک ایجاد می‌کند.
با استفاده از سیمولینک می‌توان رفتار یک سیستم را بدون نیاز به ساختن آن تحلیل نمود. در نتیجه یک مهندس با استفاده از سیمولینک می‌تواند علاوه بر صرفه‌جویی در هزینه و زمان به بررسی تأثیر اغتشاشات یا سایر عوامل ورودی بر عملکرد یک سیستم بپردازد. همچنین شبیه‌سازی سیستم‌ها این توانایی را در اختیار می‌گذارد تا عکس‌العمل یک سیستم در صورت تغییر پارامترهای ورودی آن به خوبی شناخته شود. سیمولینک به صورت یک کتابخانه در نرم‌افزار MATLAB عرضه شده‌است که شبیه‌سازی توسط بلوک‌های این کتابخانه به صورت دیاگرام‌های بلوکی انجام می‌شود.
اکس‌کس (XCos) سایلب جایگزینی آزاد برای سیمیولینک متلب است.

## ارتباط با متلب
سیمیولینک را نمی‌توان جداگانه اجرا کرد. برای اجرای آن باید در ابتدا متلب را اجرا کرد و سپس در قسمت منو بار با کلیک بر روی گزینه New سپس انتخاب گزینه simulink model صفحه جدیدی باز می‌شود که در این صفحه ما می‌توانیم شبیه‌سازی‌های خود را انجام داده و خروجی‌ها را مشاهده نماییم.
سیمولینک نرم‌افزاری است که شما برای شبیه‌سازی سیستم‌های دینامیکی، می‌تونید از آن استفاده کنید این نرم‌افزار زیرمجموعه نرم‌افزار متلب است که دارای کتابخانه‌های زیادی در زمینه رشته‌های مختلف از جمله برق و مکانیک می‌باشد.